# Rinkhals
Le Rinkhals est une ambulance blindée conçue et produite dans les années 1980 par l’Afrique du Sud afin d’avoir un véhicule sanitaire pouvant accompagner les véhicules blindés de transport de troupes comme le Casspir, le Buffel et le Bulldog.

## Historique
Au cours des années 1970, l’Afrique du Sud développe toute une série de véhicules blindés dans le cadre de son engagement dans les conflits qui déchirent le Sud-Ouest africain. La plupart de ces véhicules, comme le Casspir, le Buffel et le Bulldog, ont en commun une coque en V permettant de réduire leur vulnérabilité aux mines, le minage des pistes utilisées par les Sud-africains étant fréquent. Il apparait néanmoins par la suite que l’évacuation des blessés pose problème, les militaires sud-africains ne disposant que d’ambulances classiques, vulnérables aux mines et aux embuscades sur la route.
Pour résoudre ce problème, l’entreprise TFM est chargée au début des années 1980 de concevoir une ambulance blindée offrant une protection similaire aux véhicules blindés de transport de troupes alors en service dans l’armée sud-africaine. Ce projet aboutit avec la mise en service en 1985 du Rinkhals. À la suite de rachats successifs, la production est poursuivie ultérieurement par Reumech OMC, puis par Vickers OMC, une filiale de Vickers Defence Systems.

## Caractéristiques
Le Rinkhals est construit sur le châssis du camion Samil 50, dont il reprend tous les composants, y compris le moteur Diesel à six cylindres en V de 146 bhp.
Le châssis porte un compartiment blindé, dont la partie inférieure est en forme de V afin de dissiper les effets de l’explosion d’une mine vers le haut et l’extérieur. Il dispose également d’un blindage fait de plaques d’acier soudées dont l’épaisseur est suffisante pour protéger les occupants contre les tirs d’armes légères et les éclats d’obus. À l’instar des autres véhicules à coque en V avec lesquels il évolue, le Rinkhals a l’inconvénient d’avoir une silhouette assez haute compliquant l’accès au compartiment. Pour réduire ce défaut, une rampe rétractable est installée à l’arrière pour faciliter le chargement des blessés à bord.

### Données techniques
| Modèle                     | Rinkhals                       |
| -------------------------- | ------------------------------ |
| Équipage                   | 2                              |
| Longueur hors-tout         | 7,21 m                         |
| Largeur hors tout          | 2,55 m                         |
| Hauteur                    | 3,15 m                         |
| Masse                      | 11 970 kg                      |
| Motorisation               | moteur Diesel V6               |
| Puissance brute            | 146 hp à 1 600 tr/min (109 kW) |
| Vitesse maximale sur route | 100 km/h                       |
| Autonomie sur route        | 900 km                         |
| Blindage                   |                                |
| Armement                   | 1 mitrailleuses de 7,62 mm     |